# 도미니크 말테
도미니크 말테(Dominique Maltais, 1980년 11월 9일 ~ )는 캐나다의 여자 스노보드 선수이다. 2014년 2월 16일 소치 동계올림픽 여자 스노보드 크로스 경기에서 은메달을 획득했다.

## 성적

### 올림픽
| 년도 | 대회일   | 장소            | 종목            | 결과 | 메달 |
| ---- | -------- | --------------- | --------------- | ---- | ---- |
| 2006 | 2월 17일 | 이탈리아 토리노 | 스노보드 크로스 | 3위  |      |
| 2010 | 2월 16일 | 캐나다 밴쿠버   | 스노보드 크로스 | 20위 | -    |
| 2014 | 2월 16일 | 러시아 소치     | 스노보드 크로스 | 2위  |      |